# Harry Lott
Harry Hunter Lott (ur. 13 stycznia 1880 w Filadelfii, zm. 5 lutego 1949 w Lake Worth) – amerykański wioślarz, złoty medalista olimpijski.
Wystąpił na igrzyskach olimpijskich w Saint Louis w 1904 roku, gdzie amerykańska osada Vesper Boat Club w składzie: Frederick Cresser, Michael Gleason, Frank Schell, James Flanagan, Charles Armstrong, Harry Lott, Joseph Dempsey, John Exley i Louis Abell zdobyła złoty medal w ósemkach. Srebrnych medalistów, Kanadyjczyków z klubu Toronto Argonauts, Amerykanie wyprzedzili o trzy długości łódki. Startowały tylko dwie drużyny. Był to jego jedyny start olimpijski.
Z zawodu był otorynolaryngologiem, wykładał także na Thomas Jefferson University.